# 王道短稜介
王道短稜介（学名：Bairdoppilata paraalcyonicola）为土菱介科短稜介屬下的一个种。